# Успенский сельсовет (Волоколамский район)
Успенский сельсовет — упразднённая административно-территориальная единица, существовавшая на территории Московской губернии и Московской области до 1954 года.
Успенский сельсовет был образован в первые годы советской власти. В 1921 году он числился в составе Калеевской волости Волоколамского уезда Московской губернии.
По данным 1926 года в состав сельсовета входили 6 населённых пункта — Успенье, Акулово, Козлово, Комово, Крюково и Танково.
В 1929 году Успенский с/с был отнесён к Волоколамскому району Московского округа Московской области.
14 июня 1954 года Успенский сельсовет был упразднён. При этом его территория была передана в Ильинский с/с.